# Hermine Braunsteiner
Hermine Braunsteiner Ryan (Viena, 16 de julho de 1919 – Bochum, 19 de abril de 1999) foi uma guarda feminina nos campos de concentração nazistas em Ravensbrück e Majdanek e a primeira criminosa de guerra nazista a ser extraditada dos Estados Unidos, para enfrentar um julgamento na Alemanha. Braunsteiner era conhecida pela prisioneiros do campo de concentração de Majdanek  como a "égua pisadeira": foi acusada de ter fustigado mulheres à morte, lançado crianças por seus cabelos em caminhões antes de serem levadas à sua morte em câmaras de gás, enforcado prisioneiras jovens e assassinado uma mulher de idade até à morte pisoteando-a com suas botas. Ela foi condenada à prisão perpétua pelo Tribunal do Distrito de Düsseldorf em 30 de abril de 1981, mas libertada por razões de saúde, em 1996, antes de sua morte, três anos mais tarde.

## Biografia
Braunsteiner nasceu em Viena, a filha mais nova de uma família católica romana da classe trabalhadora. Seu pai, Friedrich Braunsteiner, foi um motorista de uma cervejaria e/ou açougueiro. Hermine não dispunha de meios para cumprir a sua aspiração de se tornar uma enfermeira e trabalhou como empregada doméstica. Entre 1937 e 1938, trabalhou na Inglaterra para um engenheiro americano.
Em 1938 Braunsteiner tornou-se cidadã alemã após o Anschluss (a anexação da Áustria pela Alemanha nazista). Ela retornou a Viena, vinda da Inglaterra, e no mesmo ano se mudou para a Alemanha para um trabalho na fábrica de aeronaves da Heinkel em Berlim.

### Guarda em Ravensbrück
Com a insistência do seu senhorio, um policial alemão, Braunsteiner candidatou-se a um emprego melhor remunerado, realizando a supervisão de prisioneiros, o que quadruplicou sua renda. Ela iniciou sua formação em 15 de agosto de 1939, como um Aufseherin sob o comando Maria Mandel no campo de concentração de Ravensbrück. Ela ali permaneceu após o início da II Guerra Mundial com o ingresso de novos presos dos países ocupados. Depois de três anos, um desentendimento com Mandel levou Braunsteiner a solicitar uma transferência em outubro de 1942.

### Majdanek e Alter Flughafen

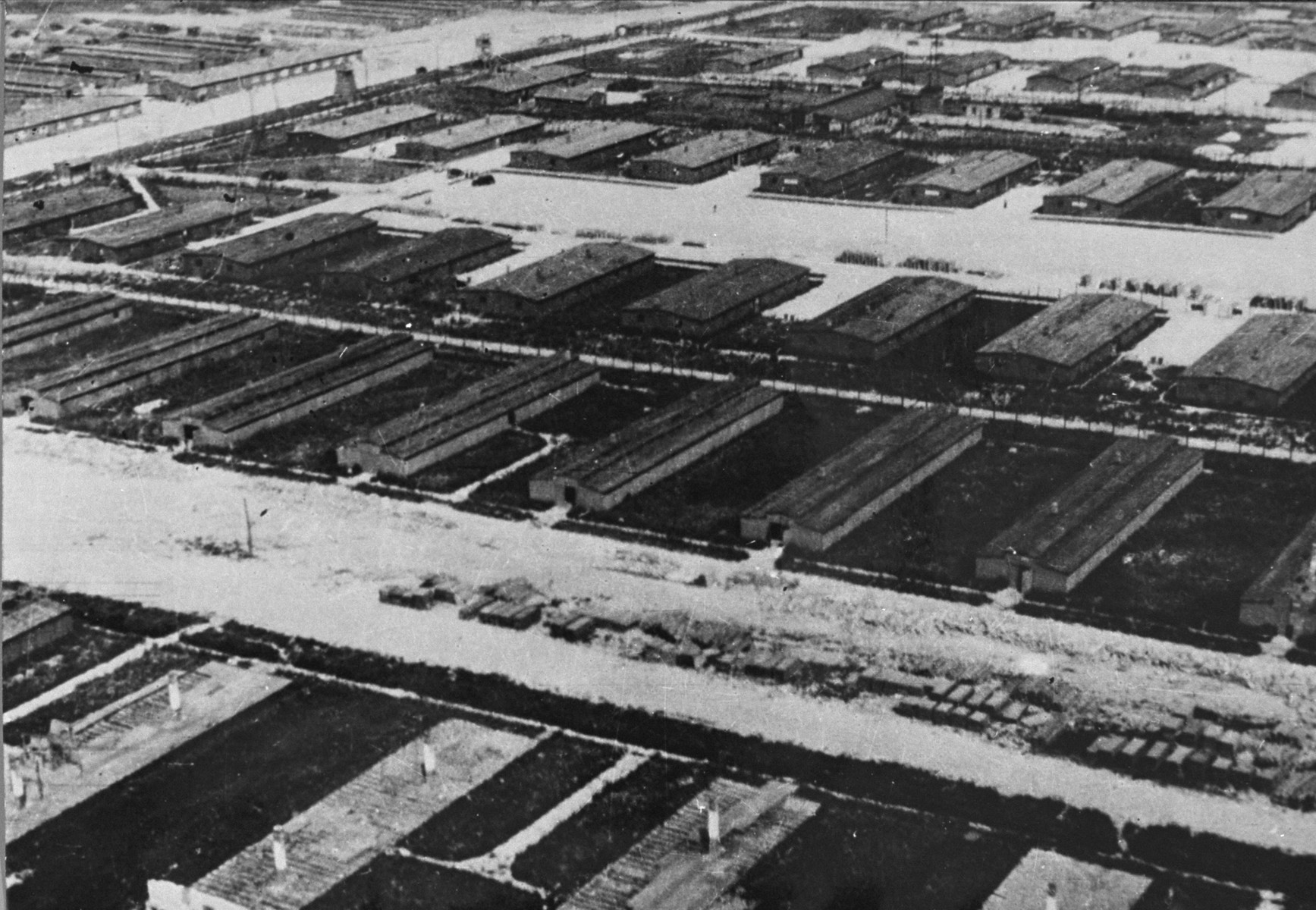
Foto aérea do campo de concentração de Majdanek (Coleção do Museu Majdanek)

Em 16 de outubro de 1942, Braunsteiner assumiu suas funções na fábrica de vestuário, com prisioneiros sob trabalho forçado) perto do campo de concentração de Majdanek, estabelecido perto de Lublin, Polônia no ano anterior. O local era ao mesmo tempo um campo de trabalho (Arbeitslager) e um campo de extermínio (Vernichtungslager) com câmaras de gás e fornos crematórios. Ela foi promovida a assistente de supervisão em janeiro de 1943, sob a Oberaufseherin Elsa Ehrich , juntamente com cinco outras guardas dos campos do complexo. Até então a maioria das Aufseherinnen havia sido transferida em Majdanek do  campo de trabalho de Alter Flughafen.
Os abusos dela tomaram muitas formas no campo. Ela se envolveu nas "seleções" de mulheres e crianças para ser enviadas às câmaras de gás e açoitou várias mulheres até à morte. Trabalhando ao lado de outras guardas, tais como Elsa Ehrich, Hildegard Lächert, Marta Ulrich, Alice Orlowski, Charlotte Karla Mayer-Woellert, Erna Wallisch e Elisabeth Knoblich, Braunsteiner foi infame por seus ataques de raiva selvagens e birras. De acordo com uma testemunha, em seu julgamento, em Düsseldorf, ela "tomou crianças pelos cabelos e atirou-as em caminhões com destino às câmaras de gás". Outros sobreviventes testemunharam como ela matou mulheres pisoteando-as com suas botas cravejadas de aço, ganhando o apelido de "égua pisoteadora". (em polonês "Kobyła", em alemão "Stute von Majdanek".) Ela recebeu a Cruz de Mérito de Guerra de 2ª classe, em 1943, por seu trabalho.

### Ravensbrück novamente e o subcampo de Genthin
Em janeiro de 1944, Hermine foi mandada de volta para Ravensbrück como Majdanek, em função da evacuação devido à aproximação da linha de frente. Ela foi promovida a supervisora no subcampo de Genthin em Ravensbrück, localizado fora de Berlim. Testemunhas dizem que ela abusou de muitos dos prisioneiros com um chicote que ela carregava, matando pelo menos duas mulheres com ele. Um médico francês, que foi internado em Genthin, lembrou-se do sadismo de Hermine, enquanto ela governou o acampamento: "eu a vi administrar vinte e cinco chibatadas com um chicote de equitação para uma jovem russa suspeita de tentativa de sabotagem. Suas costas estavam cheias de marcas, mas eu não estava autorizado a tratá-la de imediato."

### Na Áustria do pós-guerra
Em 7 de maio de 1945, Hermine Braunsteiner fugiu do acampamento, à frente do Exército Vermelho Soviético. Ela, então, voltou para Viena, mas logo partiu, reclamando que não havia comida suficiente.
A polícia austríaca a deteve e a entregou às autoridades britânicas de ocupação militar; ela permaneceu encarcerada de 6 de maio de 1946 até o dia 18 de abril de 1947. Um tribunal em Graz, Áustria, condenou-a por tortura, maus-tratos de prisioneiros por crimes contra a humanidade e contra a dignidade humana em Ravensbrück (não por Majdanek) e, em seguida, condenou-a a servir três anos, com início em 7 de abril de 1948; ela foi libertada no início de abril de 1950. Um tribunal civil, posteriormente, concedeu-lhe anistia por acusações posteriores. Ela trabalhou em empregos de baixo-nível em hotéis e restaurantes até conseguir emigrar.

## Emigração e casamento
Russell Ryan, um americano, encontrou Hermine em uma viagem de férias na Áustria. Eles casaram-se em outubro de 1958, após terem emigrado para a Nova Escócia, no Canadá. Ela ingressou nos Estados Unidos em abril de 1959, tornando-se cidadã americana em 19 de janeiro de 1963. Eles passaram a viver em Maspeth, no Queens, onde ficou conhecida como uma dona de casa meticulosa e exigente, de modos amigáveis, casada com um trabalhador da construção civil.

## Descoberta
O famoso caçador de nazistas Simon Wiesenthal descobriu sua trajetória por acaso durante uma visita a Tel Aviv. Ele estava num restaurante, onde recebeu uma ligação de seu amigo, informando-o de que não chegaria a tempo para almoçar. O maître anunciou a ligação: "chamada para o sr. Wiesenthal" e isto levou ao seu pronto reconhecimento pelos outros frequentadores do local, que logo ficaram de pé para aplaudi-lo. Quando ele retornou à sua mesa, havia ali vários sobreviventes de Majdanek, aguardando-o para contar-lhe sobre Braunsteiner e o que ela fizera. Baseado nessas informações, ele a seguiu de Viena a Halifax, Nova Escócia e dali, via Toronto, ao Queens. Em 1964 Wiesenthal alertou o jornal New York Times que Braunsteiner poderia estar casada com um homem chamado Ryan e vivendo na região de Maspeth no Queens em Nova York. Um jovem repórter, Joseph Lelyveld, foi designado para a função de achar a "Sra. Ryan." Inicialmente, eles viveram em 54-44 82nd Street na parte oeste de Elmhurst e mudaram-se para o 52-11 72nd Street em Maspeth. Ele a encontrou na segunda porta na qual tocou a campainha e mais tarde escreveu que ela teria dito as seguintes palavras ao vê-lo: "Meu Deus, eu sabia que isto aconteceria. Vocês vieram."
Braunsteiner disse que estivera em Majdanek por apenas um ano e oito meses e trabalhou na enfermaria desse campo. "Minha esposa, senhor, não faria mal a uma mosca", disse o senhor Ryan. "Não há pessoa mais decente que ela neste mundo. Ela me disse que era um dever que ela estava obrigada a cumprir, um serviço sob conscrição." Em 22 de agosto de 1968, as autoridas dos Estados Unidos buscaram revogar sua cidadania, dado que ela escondeu suas condenações por crimes de guerra; sua naturalização foi cassada em 1971 após a homologação de um acordo judicial para evitar o processo de deportação.

## Extradição
Um promotor em Düsseldorf começou a investigar seu comportamento durante a guerra e em 1973 o governo alemão requereu sua extradição, acusando-a pela responsabilidade coletiva na morte de 200 mil pessoas.
A justiça dos Estados Unidos negou o procedimento, ao considerar que a remoção da naturalização fora inválida (cidadãos americanos não poderiam ser extraditados para a Alemanha) e que as acusações por crimes políticos foram cometidos por uma pessoa não alemã fora da Alemanha Ocidental.  Ao longo do ano seguinte, ela compareceu com seu marido perante o Tribunal de Distrito dos Estados Unidos no Queens, ouvindo o testemunho dos sobreviventes sobre as ações da ex-guarda da SS. Eles descreveram açoitamentos e espancamentos até à morte. Rachel Berger declarou em seu testemunho que festejaria a retribuição contra a ex-vice-comandante do campo de concentração feminino em Majdanek.
O juiz determinou a extradição de Braunsteiner, certificando-a ao Secretário de Estado em 1 de maio de 1973 e em 7 de agosto desse mesmo ano, Hermine Braunsteiner Ryan tornou-se a primeira criminosa de guerra nazista extraditada dos Estados Unidos para a Alemanha.

## Julgamento na Alemanha
Ela permaneceu sob prisão preventiva em Düsseldorf em 1973, até que seu marido pagasse fiança. Os tribunais alemães rejeitaram os argumentos da sra. Ryan de carência de jurisdição, em função de ela não ser cidadã alemã mas sim austríaca e que as condutas a ela atribuídas ocorreram fora do solo alemão. Foi declarado que ela era cidadã alemã à época do fato e mais importante, ela fora uma oficial a serviço do governo alemão da época agindo em nome do Reich.
Ela foi julgada na Alemanha Ocidental com outros 15 homens e mulheres que pertenceram à SS e atuaram em Majdanek. Uma das testemunhas contra Hermine dise que ela "tomava crianças pelos cabelos e as lançava em caminhões destinados às câmaras de gás." Outras testemunhas mencionaram espancamentos hediondos. Uma das testemunhas mencionou que Hermine usava botas cravejadas em aço com as quais ela pisoteava os prisioneiros.
O terceiro julgamento de Majdanek (Majdanek-Prozess em alemão) foi realizado em Düsseldorf. Iniciando-se em 26 de novembro de 1975 e estendendo-se por 474 sessões foi o mais longo e mais caro julgamento na história da Alemanha Ocidental. Os réus incluíam Ryan, o ex-guarda da SS Hermann Hackmann e o médico Heinrich Schmidt. O tribunal considerou falta de evidência em seis das acusações e a condenou por outras três: o assassínio de 80 pessoas, a cumplicidade na morte de 102 crianças e a colaboração no homicídio de 1000 pessoas. em 13 de junho de 1981, o tribunal a sentenciou com a prisão perpétua, uma punição mais severa que a imposta aos outros corréus.
Complicações da diabetes, incluída a amputação de uma perna, levaram à sua liberação da prisão feminina de Mülheimer em 1996. Hermine Braunsteiner Ryan faleceu em 19 de abril de 1999, aos 79 anos de idade, em Bochum, na Alemanha.
Após toda a publicidade que se seguiu à extradição de Ryan, o governo dos Estados Unidos estabeleceu em 1979 um escritório de investigações especiais para buscar criminosos de guerra para cassar a naturalização e/ou deportar.